# Paray-le-Frésil
Paray-le-Frésil é uma comuna francesa na região administrativa de Auvérnia-Ródano-Alpes, no departamento Allier. Estende-se por uma área de 36,08 km². Em 2010 a comuna tinha 396 habitantes (densidade: 11 hab./km²).